# Andersonia echinocephala
Andersonia echinocephala är en ljungväxtart som först beskrevs av Stschegl., och fick sitt nu gällande namn av George Claridge Druce. Andersonia echinocephala ingår i släktet Andersonia och familjen ljungväxter. Inga underarter finns listade i Catalogue of Life.